# Aiora (barri de València)
Aiora és un barri de l'est de la ciutat de València inclòs al districte de Camins al Grau. És el segon barri del districte en extensió (0,651 km²) i el primer en població (26.128 habitants en 2009).
A l'oest el carrer del Doctor Manuel Candela el separa del barri d'Albors, al sud l'avinguda del Port el separa dels barris del Camí Fondo i de La Creu del Grau, tots del mateix districte de Camins al Grau, mentre que a l'est el carrer de la Serradora (o de "Serrería") el separa dels poblats marítims del Grau i del Cabanyal-Canyamelar, i al nord el carrer dels Sants Just i Pastor el separa dels barris de la Ciutat Jardí i de L'Illa Perduda, tots dos al districte d'Algirós.

## Nom
Rep el nom pel Palauet d'Aiora, conjunt arquitectònic dins del jardí d'Aiora, construït l'any 1900 per encàrrec del comerciant José Ayora. Aquest jardí va donar el nom a tot el barri, i es va valencianitzar com a "Aiora" o en castellà "Ayora".

## Història
Els límits històrics del barri corresponien al nord amb el Camí d'Algirós, al sud amb el Camí Nou del Grau, i a l'est les vies de tren que eixien de València direcció nord i separaven la ciutat dels poblats marítims, que en l'actualitat estan soterrades baix els carrers d'Eivissa i de la Serradora.
Des 1979 hi ha un pla urbanístic que pretén connectar l'avinguda del Port i el Jardí d'Aiora a través del carrer Guillem d'Anglesola, per a la qual cosa és necessari l'enderrocament d'uns 60 edificis de planta baixa una alçada. A la dècada de 1990 es van començar els primers processos d'enderroc, que no obstant això van quedar paralitzats, degradant amb això la barriada, ja que, en ser desallotjats els veïns i romandre les cases en peu, van ser «ocupades» il·legalment. Finalment, després de diversos acords als quals va arribar l'Ajuntament de València, els enderrocs van començar a fer el dia 14 de juliol de 2011.

## Elements importants
El jardí d'Aiora i el seu palauet són els principals elements del barri. La resta del barri és quasi totalment d'ús residencial.

## Transports
El barri és travessat per la línia 5 de MetroValencia i disposa de fins a tres estacions: Amistat a l'extrem nord-oest del barri, Aiora al centre, just al costat del jardí d'Aiora, i Marítim-Serrería a l'est del barri junt al carrer de la Serradora, on també passa el tramvia de la línia 6.
Els límits del barri són transitats per nombroses línies d'autobusos de l'EMT de València: 1, 2, 3, 4, 30, 32, 40, N8 i N9.